# Variante ferroviaria de Burgos
La variante ferroviaria de Burgos es un tramo de la Línea de alta velocidad Venta de Baños-Burgos-Vitoria que recorre el norte de la ciudad española de Burgos.
Cuenta con una longitud total de 20,7 kilómetros, y permite recorrer la ciudad por el norte a una cota distinta a la de la ciudad, generando una gran permeabilidad.

## Características
Posee cuatro ramales de enlace: uno de 3,7 km con línea Madrid-Burgos; otro de 2,4 km con el polígono industrial de Villalonquejar —que antiguamente pertenecía al ferrocarril Santander-Mediterráneo—; y dos, de 2,9 km al oeste y 0,5 km al este, para conectar con el Puerto seco de Burgos y la estación de Burgos-Villafría. 
Posee un total de 29 estructuras: 6 superiores, 18 inferiores, 5 viaductos y un falso túnel, cercano a la localidad de Villatoro.

## Vías
La plataforma ferroviaria tiene un ancho útil capaz de albergar tres vías, de forma que su servicio pueda tener dos fases: la que entró en servicio en diciembre de 2008 con dos vías de ancho ibérico; y la futura, con dos vías en ancho internacional para la circulación de los trenes de Alta Velocidad, y una en ancho ibérico para los tráficos convencionales.